# Diane Farr
Diane Farr (New York, 7 settembre 1969) è un'attrice e scrittrice statunitense, nota principalmente per il ruolo di Megan Reeves nella serie televisiva Numb3rs.

## Biografia
Diane Farr nasce a Manhattan, New York City il 7 settembre 1969. Studia alla New York's Stony Brook University e alla Loughborough University in Inghilterra e consegue una laurea congiunta da queste due università.

### Carriera attrice
Inizia come co-conduttrice del programma Loveline su MTV per 200 episodi, e come ospite su The Drew Carey Show, Arli$$ e CSI. Interpreta il ruolo ricorrente di Amy DeLuca, madre di Maria, nella serie Roswell, e il ruolo di Maddie Hudson in Like Family. Più tardi, interpreta la detective Jan Fendrich nella serie The Job. Terminata la serie, è nel cast di Rescue Me,che lascia successivamente per interpretare l'agente dell'FBI Megan Reeves in Numb3rs.
Il 24 marzo 2008, Michael Ausiello riferisce sul suo blog TVGuide.com che la Farr ha scelto di non rinnovare il suo contratto e di lasciare Numb3rs dopo la quarta stagione dello show. L'attrice recita infatti nel suo ultimo episodio il 18 maggio 2008. Nell'autunno del 2009 interpreta il ruolo di Jill Robinson nella serie televisiva di Showtime Californication, partecipando a 10 episodi della terza stagione.
Nel mese di aprile 2010, interpreta il ruolo di Barbara in Desperate Housewives, una madre la cui influenza negativa porta suo figlio Eddie a diventare un serial killer in un episodio flashback.
Oltre a un piccolo cameo in White Collar, è la guest star nella settima stagione di Grey's Anatomy, dove nell'episodio 130 ha il ruolo di un paziente con la malattia di Huntington, sotto la cura di Meredith.

### Carriera scrittrice
Diane Farr è anche autrice di due libri. Il primo, The Girl Code, pubblicato nel 2001, è stato tradotto in 7 lingue ed è ancora venduto in tutto il mondo. Si discute il linguaggio segreto delle donne sole.
Il suo libro più recente, Kissing Outside the Lines è stato pubblicato nel maggio 2011 ed è un ricordo comico sul suo cammino verso un matrimonio interrazziale. Scrive anche per un certo numero di riviste americane.

### Vita privata
Cresciuta cattolica, è ora atea. Il 26 giugno 2006 ha sposato Seung Yong Chung. Il loro primo figlio, Beckett Mancuso Chung, è nato nel 2007, seguito l'anno successivo dalle due gemelle Sawyer Lucia Chung e Coco Trinity Chung.

## Filmografia

### Cinema
- Divorced White Male, regia di Lou Volpe (1998)
- Little Indiscretions, regia di Craig Lew (1999)
- Flooding, regia di Todd Portugal (2000)
- Hourly Rates, regia di Todd Portugal (2002)
- The Third Nail, regia di Kevin Lewis (2008)
- The Carrier, regia di Scott Schaeffer (2011)
- About Cherry, regia di Stephen Elliott (2012)
- 12 Feet Deep, regia di Matt Eskandari (2017)

### Televisione
- Due poliziotti a Palm Beach (Silk Stalkings) - serie TV, episodio 2x01 (1992)
- E vissero infelici per sempre (Unhappily Ever After) - serie TV, episodio 2x19 (1996)
- In the House - serie TV, episodio 3x13 (1997)
- V.I.P. - serie TV, episodio 1x05 (1998)
- The Drew Carey Show - serie TV, episodi 4x17-4x18-4x19 (1999)
- It's Like, You Know... - serie TV, episodio 2x06 (1999)
- The David Cassidy Story, regia di Jack Bender - film TV (2000)
- Sacrifice - Indagini sporche (Sacrifice), regia di Mark L. Lester - film TV (2000)
- Secret Agent Man - serie TV, episodio 1x06 (2000)
- Roswell - serie TV, 11 episodi (1999-2001)
- Inferno di fuoco (Superfire), regia di Steven Quale - film TV (2002)
- The Job - serie TV, 19 episodi (2001-2002)
- CSI: Scena del crimine (CSI: Crime Scene Investigation) - serie TV, episodio 2x20 (2002)
- Arli$$ - serie TV, episodi 3x10-7x10 (1998-2002)
- Bram and Alice - serie TV, episodio 1x01 (2002)
- The Ripples, regia di Peter Mehlman - film TV (2003)
- Harry's Girl, regia di Rob Greenberg - film TV (2003)
- Like Family - serie TV, 23 episodi (2003-2004)
- Rescue Me - serie TV, 19 episodi (2004-2005)
- Numb3rs - serie TV, 60 episodi (2005-2008)
- Californication - serie TV, 9 episodi (2009)
- Desperate Housewives - serie TV, episodio 6x20 (2010)
- White Collar - Fascino criminale (White Collar) - serie TV, episodi 2x04 (2010)
- Grey's Anatomy - serie TV, episodio 7x04 (2010)
- The Council of Dads, regia di Anthony e Joe Russo - film TV (2011)
- Missione Mercurio, regia di Paul Ziller - film TV (2011)
- CSI: Miami - serie TV, episodio 10x06 (2011)
- The Mentalist - serie TV, episodio 4x14 (2012)
- La vita segreta di una teenager americana (The Secret Life of the American Teenager) - serie TV, episodi 5x10-5x11 (2012)
- Private Practice - serie TV, episodio 6x09 - 6x12 - 6x13 (2012)
- Modern Family - serie TV, episodio 5x03 (2013)
- Due uomini e mezzo (Two and a Half Men) – serie TV, episodio 11x10 (2013)
- Chance – serie TV, 13 episodi (2016-2017)
- The Good Doctor – serie TV, episodio 4x14 (2021)
- Fire Country – serie TV, 32 episodi (2022-2024)

### Altro
- Lands of Lore III - videogioco (1999) voce
- Buried - Sepolto (Buried), regia di Rodrigo Cortés (2010) ringraziamenti

## Doppiatrici italiane
Nelle versioni in italiano delle opere in cui ha recitato, Diane Farr è stata doppiata da:
- Sabrina Duranti in Rescue Me, Due uomini e mezzo, Modern Family, Splitting Up Together, Law & Order - Unità vittime speciali, Fire Country
- Georgia Lepore in Private Practice, CSI: Miami
- Cristiana Lionello in CSI: Scena del crimine
- Silvia Tognoloni in Numb3rs
- Alessandra Cassioli in Desperate Housewives - I segreti di Wisteria Lane
- Claudia Catani in Grey's Anatomy
- Paola Valentini in The Mentalist
- Laura Lenghi in Chance
- Michela Alborghetti in The Good Doctor

## Opere
- The Girl Code
- Kissing Outside the Lines